# الوود (کانزاس)
الوود (به انگلیسی: Elwood) شهری در ایالت کانزاس کشور ایالات متحده آمریکا است که جمعیت آن در سرشماری سال ۲۰۱۰ میلادی، ۱٬۲۲۴ نفر بوده‌است.